# Czigányné Németh Márta
Czigányné Németh Márta (Bezeréd, 1946. –) festőművész. 
1946-ban született Bezeréden, ma Zalaszentmihályon él és dolgozik. Általános iskolás éveiben már festett. A középiskolával párhuzamosan képzőművészeti iskolában is tanult. 1964-től állandó jelleggel részt vesz csoportos kiállításokon. 2008-ig több mint 55 egyéni kiállítása volt Budapesten és az ország különböző városaiban. Öt éve tagja az Országos Képző- és Iparművészeti Társaságnak. Eredményesen végezett a pályázatokon. Megyei első, második díj, Balatonfüreden országos első díj. Állandó meghívott tagja a Velencei festőversenynek. 
Témái széles skálán mozognak: portré, tájkép, csendélet egyaránt szerepel a művei között, kedvenc témája a természet. Képei tükrözik ragaszkodását a szülőföldhöz, a hazai tájhoz. Többféle technikával dolgozik: olaj, pasztell, akril, de legkedveltebb számára az akvarell. Szívesen kipróbálja a legújabb, legmodernebb megoldásokat is. Ennek  bizonyítékai a legutóbbi időben saját technikájával készült háromdimenziós képei, amelyek segítségével a természet szépségeit hívebben tudja visszaadni. Alkotásai megtalálhatók Kanadában, Görögországban, Spanyolországban, Németországban és Ausztriában, magángyűjteményekben.

## Külső hivatkozások
- nemethmarta.atw.hu